# Willem Hora Siccama

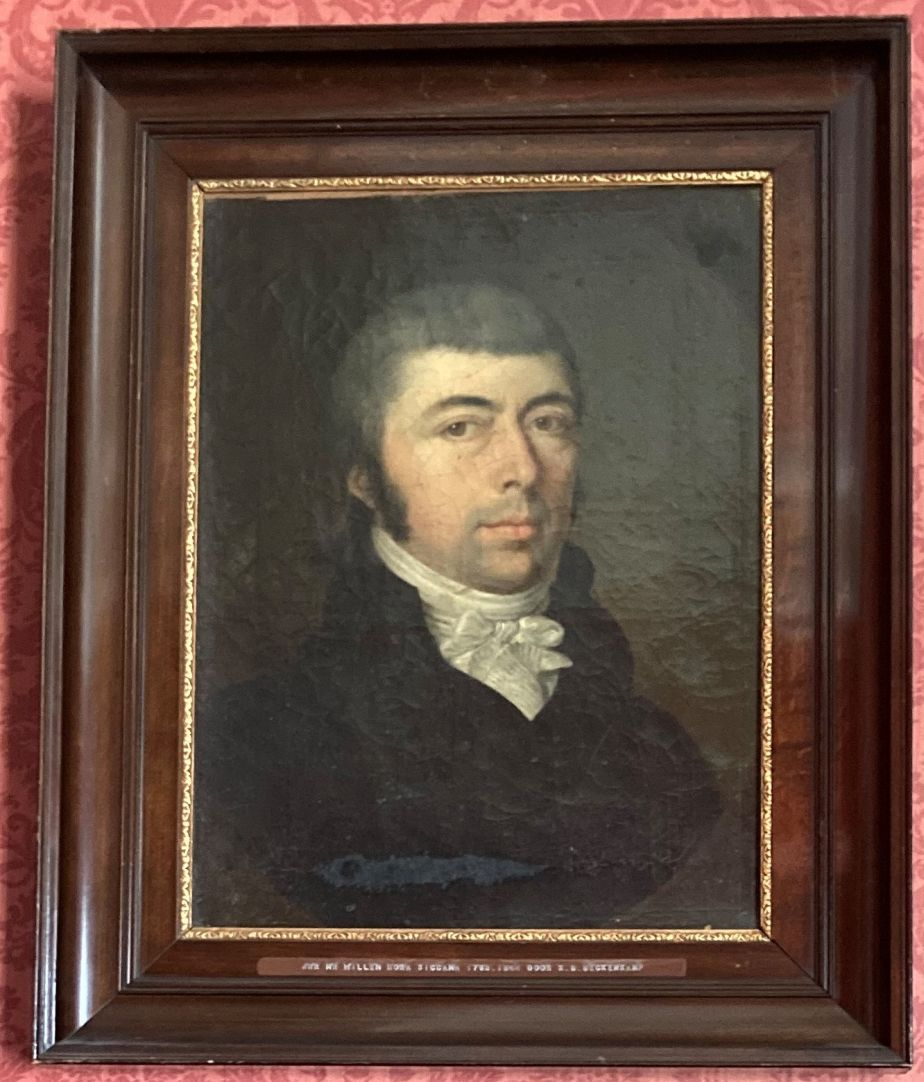
Willem Hora Siccama

Willem Hora Siccama  (* 7. September 1763 in Groningen; † 1. Juni 1844 ebenda), Herr von Harkstede, war Bürgermeister von Groningen und Initiator und Co-Direktor des Koninklijk Instituut voor Doven 'H.D. Guyot'.

## Leben und Werk
Hora Siccama, Mitglied der Familie Siccama und Sohn von Johan Hora Siccama und Egberta Louisa Beckeringh, war Doktor der Rechtswissenschaften. Wie sein Großvater Willem Siccama war er Bürgermeister von Groningen. 1786 heiratete Siccama Johanna Christina Eytelwein. Die Herrschaft Harkstede stammte von seiner Großmutter Egberta Piccardt, die mit Wilhelm Beckeringh verheiratet war.

### Instituut voor doven
Als der wallonische Prediger Henri Daniel Guyot in Groningen lebte, kam er mit Hora Siccama in Kontakt. Beide standen zusammen mit Hendrik van Calcar und Gerrit van Olst an der Wiege der ersten Gehörlosenschule in den Niederlanden. Die vier bildeten die Hauptleitung des Instituts, als es 1790 gegründet wurde. Guyot wurde Vorstandsvorsitzender und Institutsleiter und Van Olst, Van Calcar und Siccama wurden Co-Direktoren.